# Best of Snowstorm
Best of Snowstorm var den svenska rockgruppen Snowstorms succéalbum som släpptes i två upplagor, den första 1992 och den andra 1995.

## Låtar
- 1. Streetwalker - 3:47 (Peeker/Peeker)
- 2. Vive le rock - 4:10 (Nordholm/Serenban/Diedricson/Ferm)
- 3. Sommarnatt - 3:52 (Diedricson/Ferm, EMI Music AB)
- 4. Hisings Island - 2:44 (Diedricson/Ferm)
- 5. Midnattsboogie - 4:54 (Olsson/Ferm)
- 6. Silverdröm - 3:40 (Peeker/Serenban/Ferm, Mariann Grammofon Music AB)
- 7. Hon älskar snabbt - 3:43 (Peeker/Serenban/Peeker)
- 8. In i gryningen - 3:40 (Peeker/Serenban/Ferm)
- 9. Nattlivstyrann - 4:06 (Peeker/Serenban/Ferm, Mariann Grammofon Music AB)
- 10. Vårstämning - 3:38 (Peeker/Serenban/Ferm)
- 11. London, Paris, New York & L.A. - 3:52 (Peeker/Serenban/Ferm)
- 12. Lämna mej inte ensam - 4:00 (Peeker/Serenban/Olsson/Ferm, Mariann Grammofon Music AB)

### Fotnoter
1. ↑  ”Best of Snowstorm”. Svensk mediedatabas. 26 februari 1992. http://smdb.kb.se/catalog/id/001502775. Läst 21 augusti 2014.